# Teatro de la Ciudad Esperanza Iris
El Teatro de la Ciudad Esperanza Iris és un recinte cultural situat al Centre històric de la Ciutat de Mèxic, a l'antic Carrer de Donceles al costat de l'edifici de l'Assemblea Legislativa de la Ciutat de Mèxic. La seva façana principal presenta elements d'estil Neoclàssic de l'Eclèctic historicista.
L'edifici actual va ser construït al començament del segle XX per la llavors famosa actriu i cantant mexicana (coneguda com la "Reina de l'Opereta") Esperanza Iris i inaugurat en el 25 de maig de 1918. Se sap que el terreny que ocupa la construcció actual ja es trobava en peus un altre recinte teatral, el qual era conegut com el Teatro Xicoténcatl. El projecte va estar a càrrec dels arquitectes Federico Mariscal i Ignacio Capetillo y Servín.
Aquest recinte es va arribar a consagrar com el teatre més important de la ciutat i del país; en aquest lloc van arribar a presentar-se les més importants figures tant de l'àmbit nacional com l'internacional.
Posterior a la mort d'Esperanza Iris (el 8 de novembre de 1962), es va repartir la titularitat del teatre a diversos dels seus nebots. Anys després, el recinte va deixar d'estar en mans dels nebots de la diva i va quedar com a propietari el Departament del Districte Federal; mateix que es va encarregar de generar la remodelació del recinte.
En 1976, es va reinaugurar amb la participació de l'Orquestra Simfònica Nacional. A partir de llavors, va portar el nom de Teatro de la Ciudad. En 1984 va haver de tancar a causa d'un incendi i el 20 de novembre de 1986 va tornar a obrir les portes amb un homenatge al tenor guanajuatencPedro Vargas; no obstant això, després d'un mal en la façana va ser tancat novament en 1996. El 9 d'abril del 2002 es va reobrir amb l'espectacle Viva la Zarzuela i en 2008, en el 90 aniversari del recinte, se li va rebatejar com a Teatro de la Ciudad Esperanza Iris.
Durant 2018 es van dur a terme els festejos pel centenari del recinte amb activitats especials i presentacions d'artistes nacionals i internacionals.
És el fòrum nacional i internacional per excel·lència per a les arts escèniques de la Ciutat de Mèxic: cada any es presenten grups de més de 30 països del món.
Aquest espai emblemàtic de la ciutat i Patrimoni Cultural de la Humanitat, alberga les millors mostres de la vida artística local, nacional i internacional, constituint-se com un escenari imprescindible per al públic de la capital i els visitants de l'interior de la República i de l'estranger. Amb un aforament d'1 mil 344 butaques, programa produccions musicals, dansa, teatre, opera, opereta, sarsuela, espectacles interdisciplinaris, cinema, festivals i tot tipus de muntatges de gran format, amb una gran qualitat.